# Agnéby
Cet article concerne la région de Côte d'Ivoire avant la nouvelle subdivision administrative de 2011. Pour la nouvelle région dont le nom est proche (au contraire des frontières qui diffèrent grandement), voir Agnéby-Tiassa.
L’Agnéby  est une ancienne région de la Côte d'Ivoire qui avait pour chef-lieu Agboville. Cette région était située au sud du pays entre la région des Lagunes au sud, le N'zi-Comoé au nord et le Moyen-Comoé à l'est.

## Démographie
| 1988    | 1998    | 2010    |
| ------- | ------- | ------- |
| 441 363 | 525 211 | 743 559 |

## Départements
La région comptait 4 départements : Adzopé, Agboville, Akoupé et Yakassé-Attobrou.